# Vallée de la Neste
Pour les articles homonymes, voir Neste (homonymie).
La vallée de la Neste est constitutive du pays d'Aure, définie comme région naturelle ou encore pays traditionnel, dans le département français des Hautes-Pyrénées en Occitanie, dont la capitale historique est La Barthe-de-Neste.

## Toponymie
Le nom vient de la rivière, la Neste, qui traverse la vallée.

## Géographie

### Situation
La vallée est située à l'est du département des Hautes-Pyrénées. Au sud du plateau de Lannemezan, au nord de la vallée d'Aure, à l'ouest de la Haute-Garonne et de la Barousse et à l'est des Baronnies.

### Topographie
Elle correspond au bassin de la Neste qui s'étend sur environ 25 km entre les communes de Sarrancolin et Hèches au sud, et la confluence avec la Garonne au nord-est.

### Hydrographie
La vallée de la Neste est dans le bassin de la Garonne, au sein du bassin hydrographique Adour-Garonne. Elle est drainée par la Neste, le ruisseau de Nistos et le Merdan. Elle est traversée du sud au nord par le canal de la Neste qui part alimenter le plateau de Lannemezan.

Images des ponts
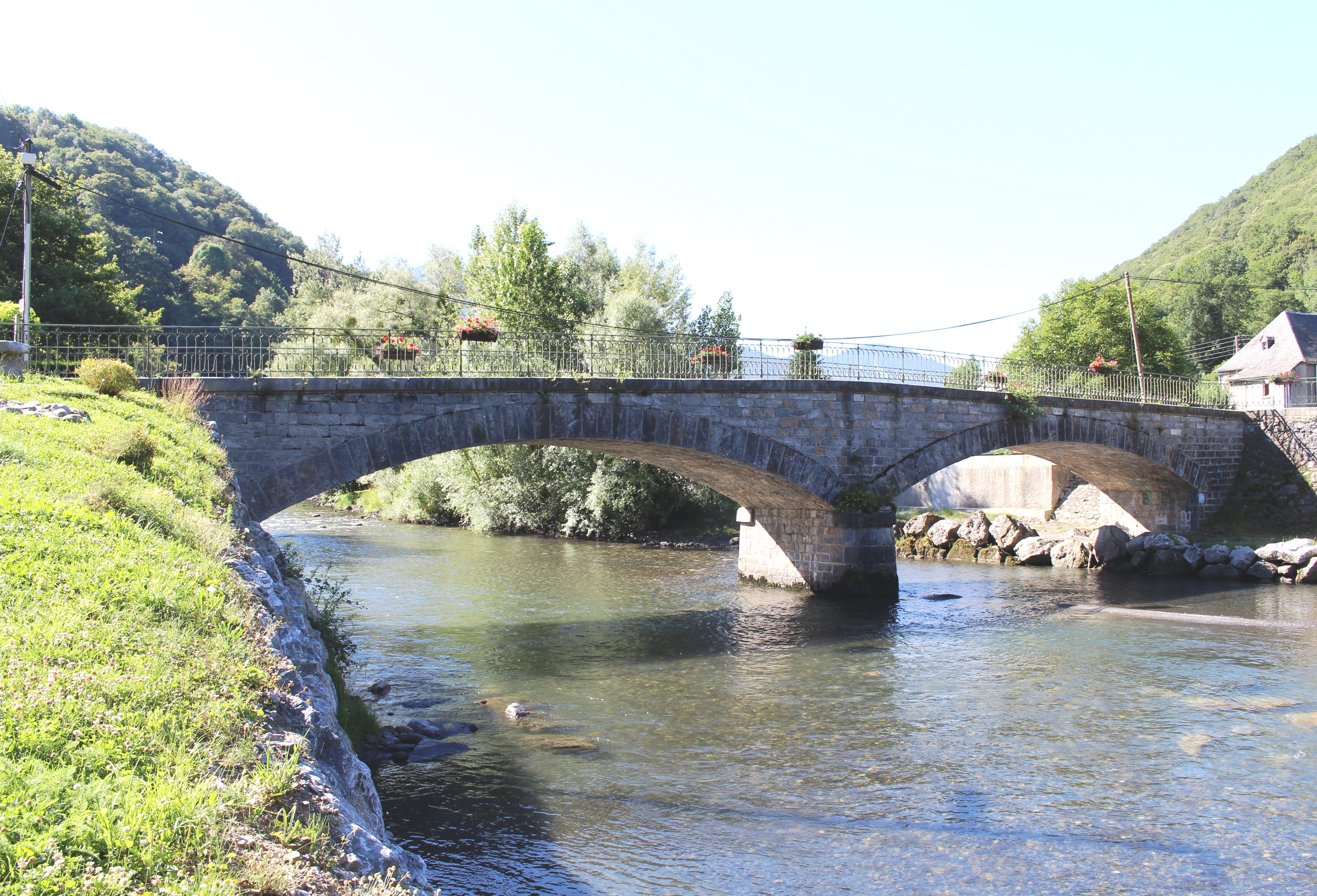
Pont de Hèches sur la Neste
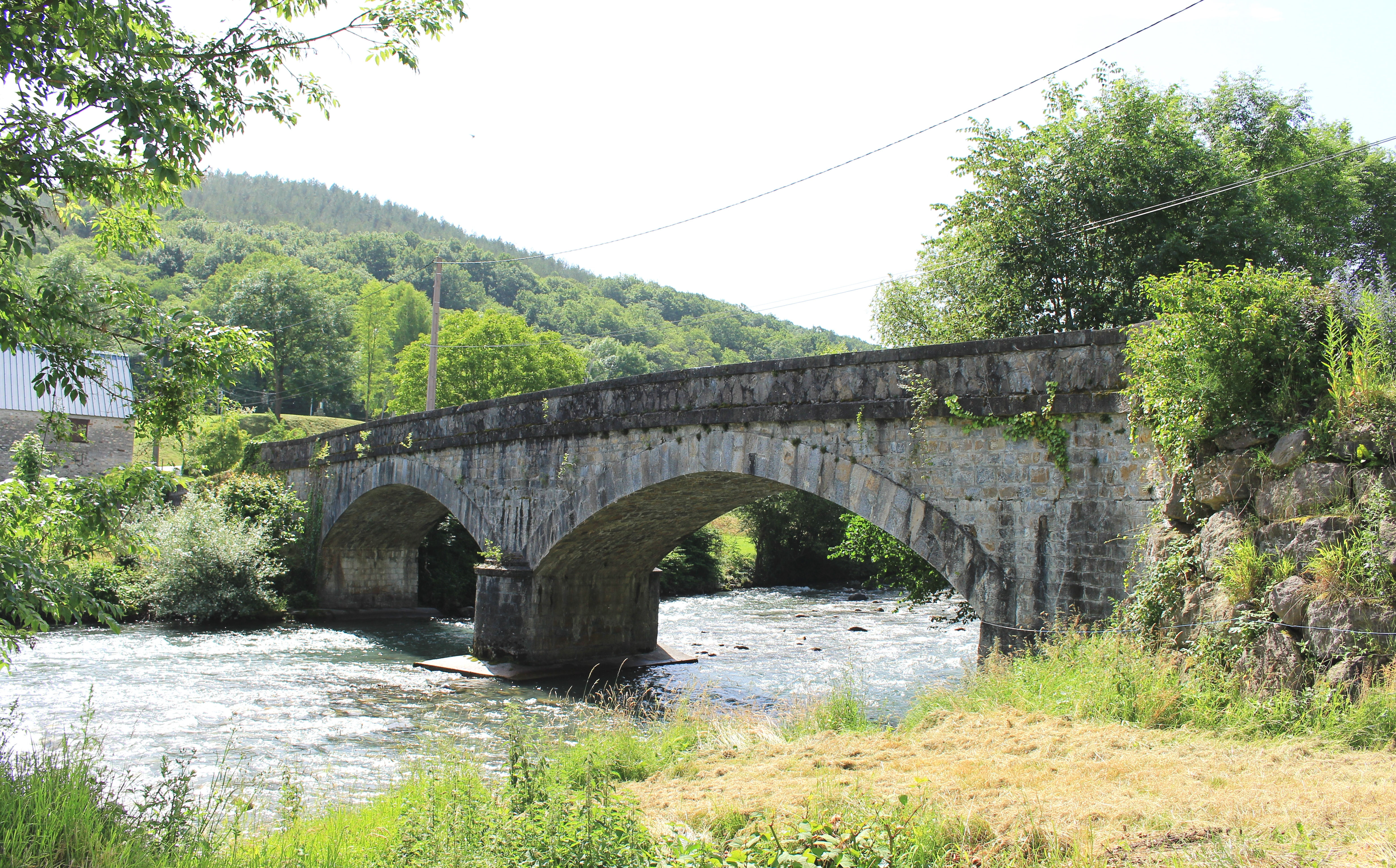
Pont d’Izaux sur la Neste
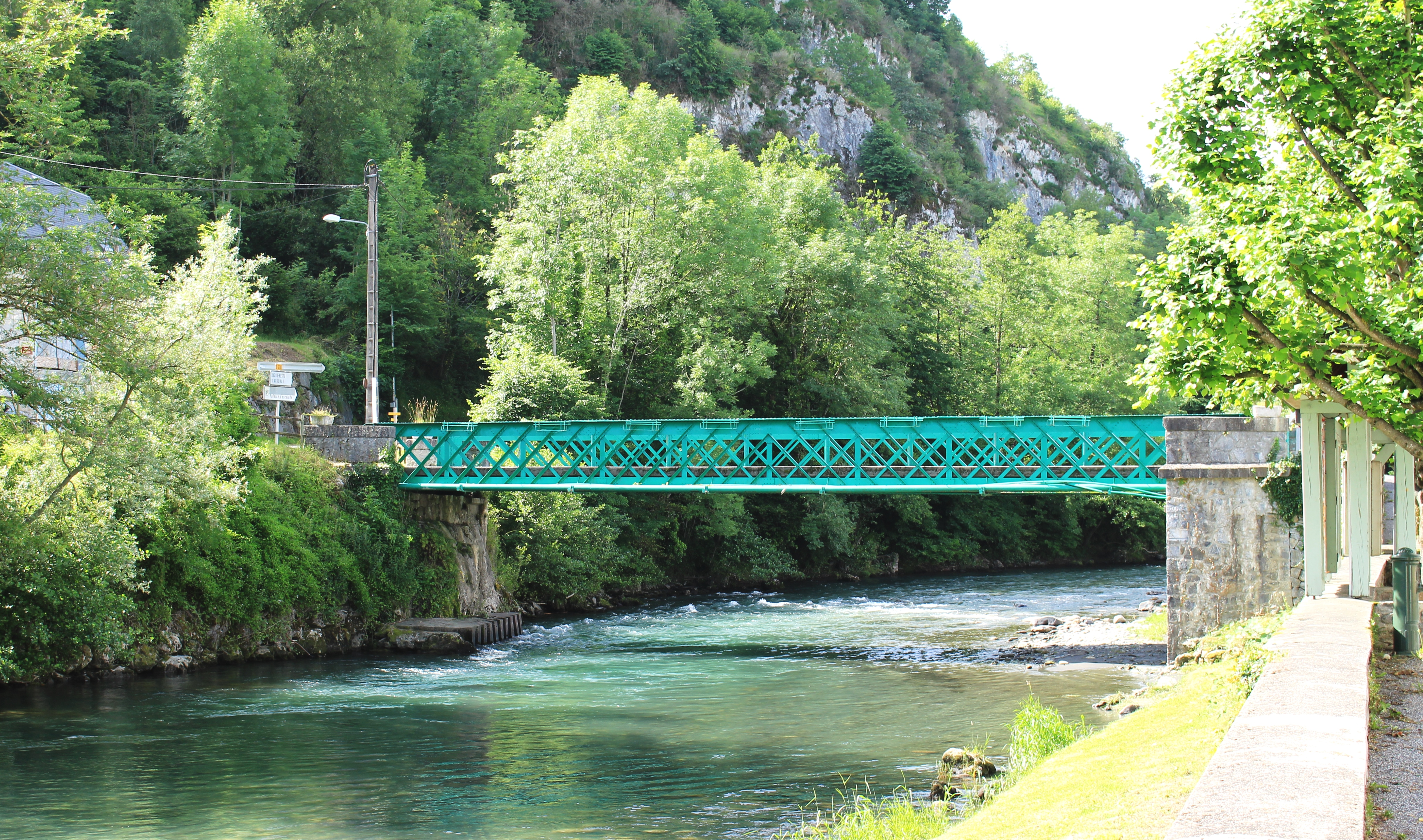
Pont de Lortet sur la Neste
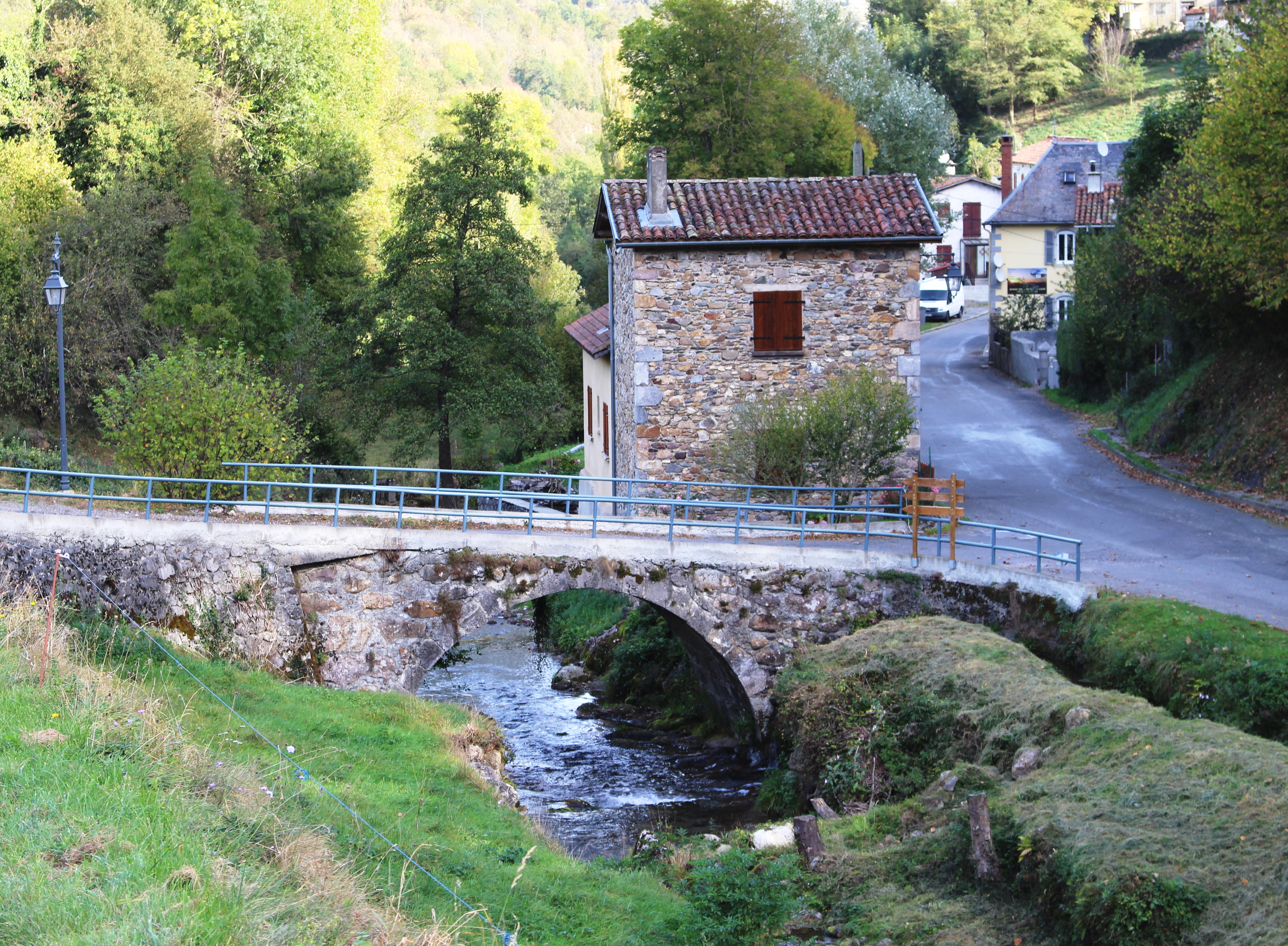
Pont de Nistos sur le ruisseau de Nistos

Images des lavoirs municipaux
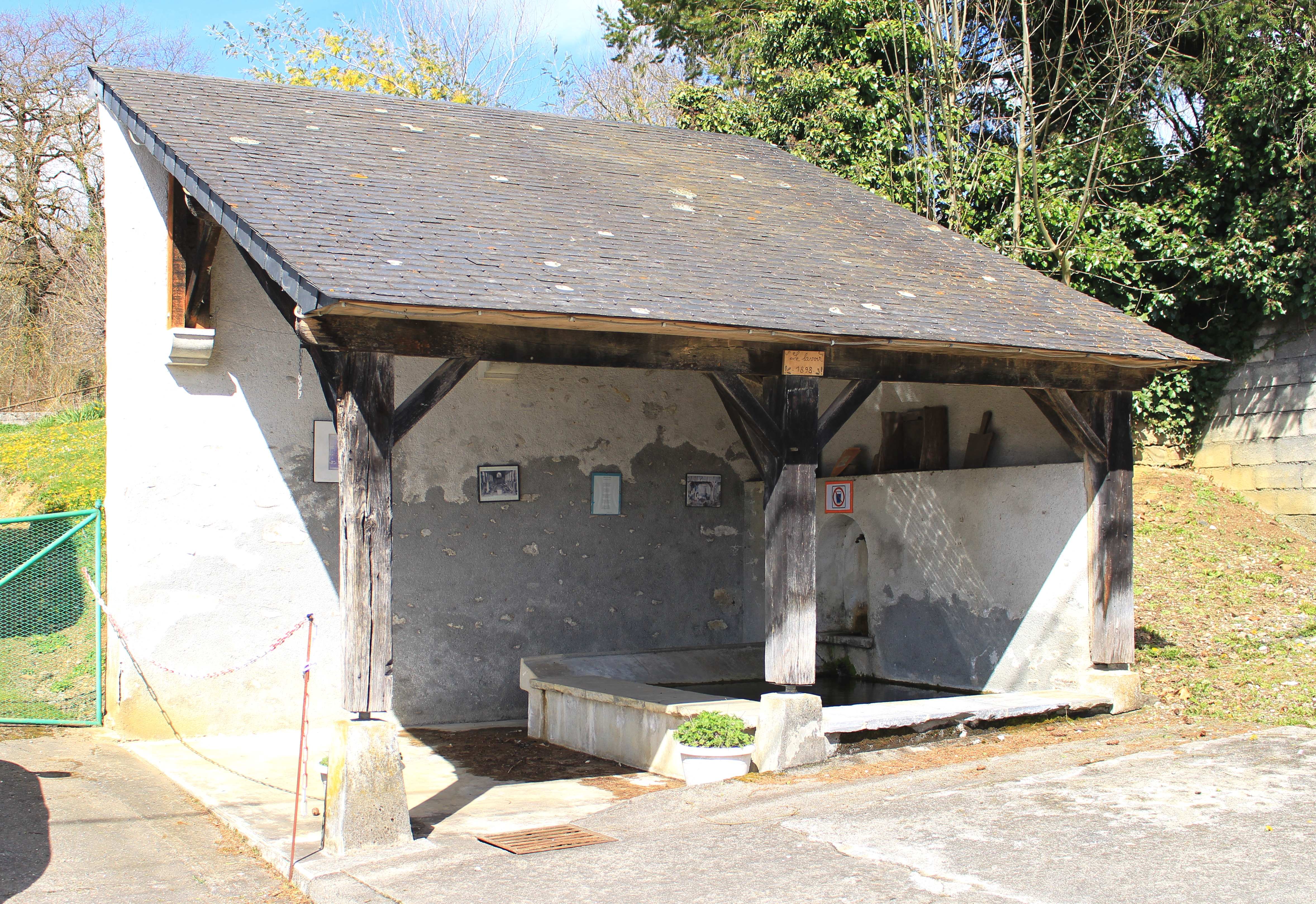
Lavoir de La Barthe-de-Neste
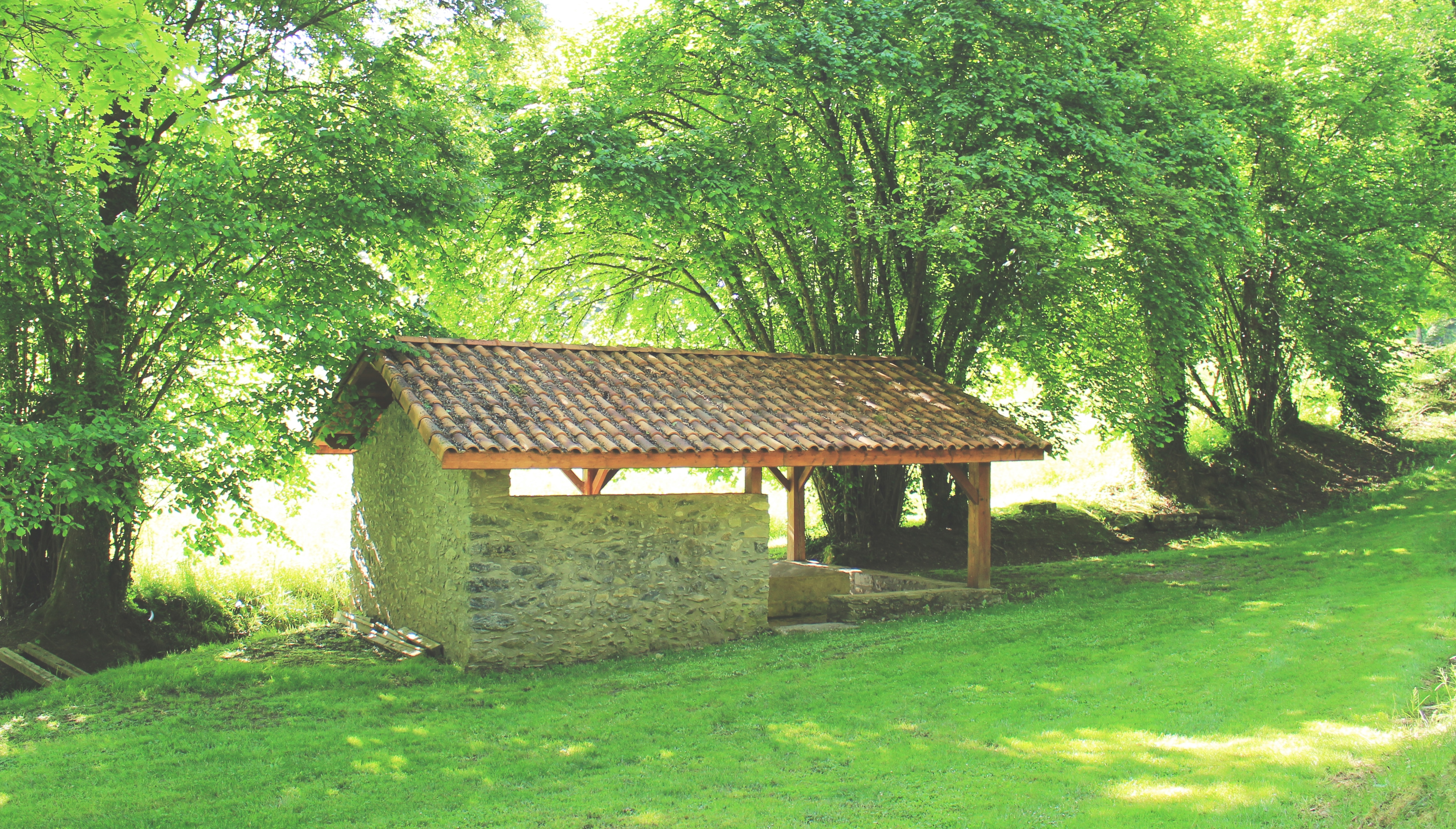
Lavoir de Montsérié
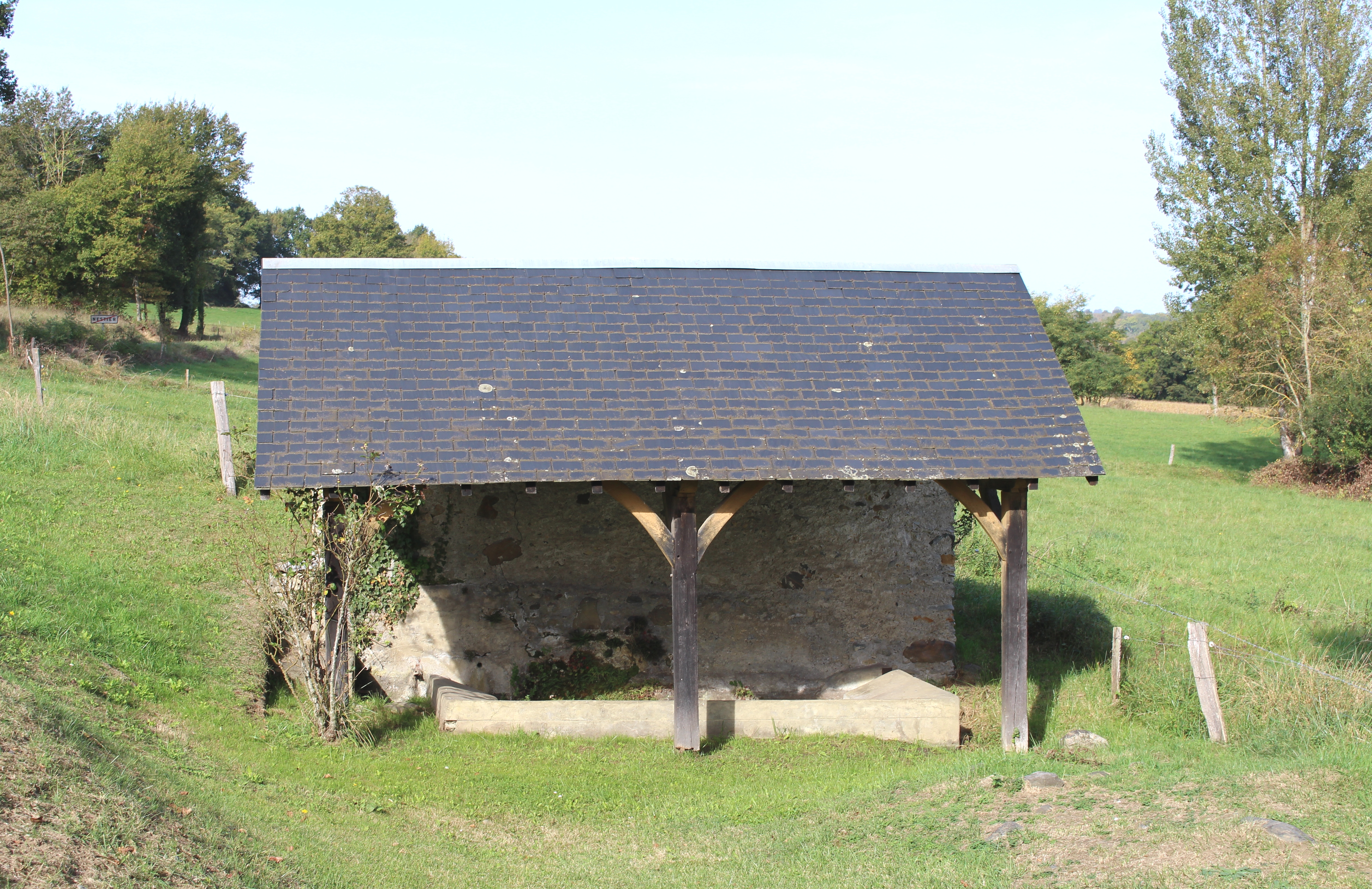
Lavoir de Nestier
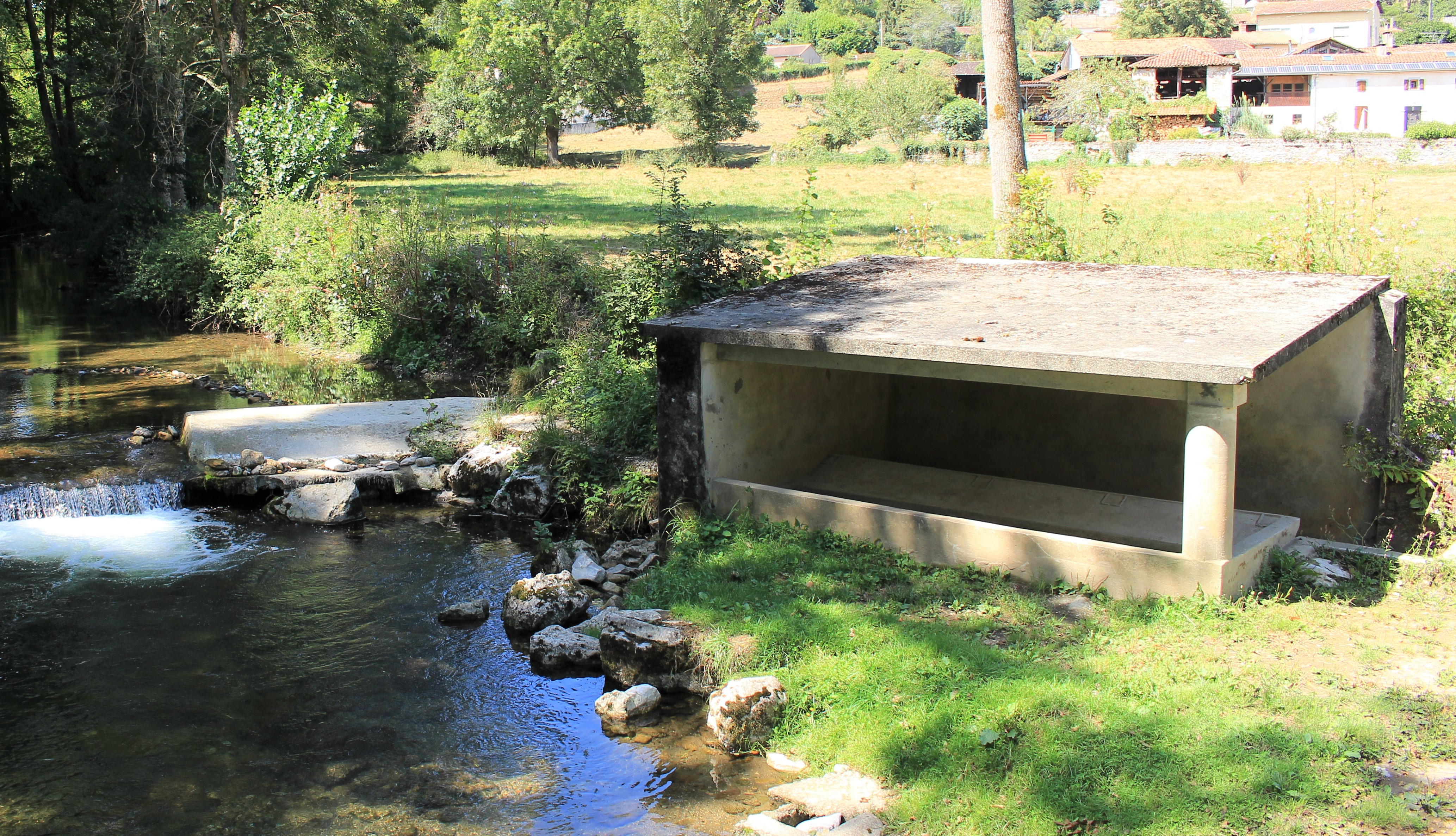
Lavoir de Lombrès
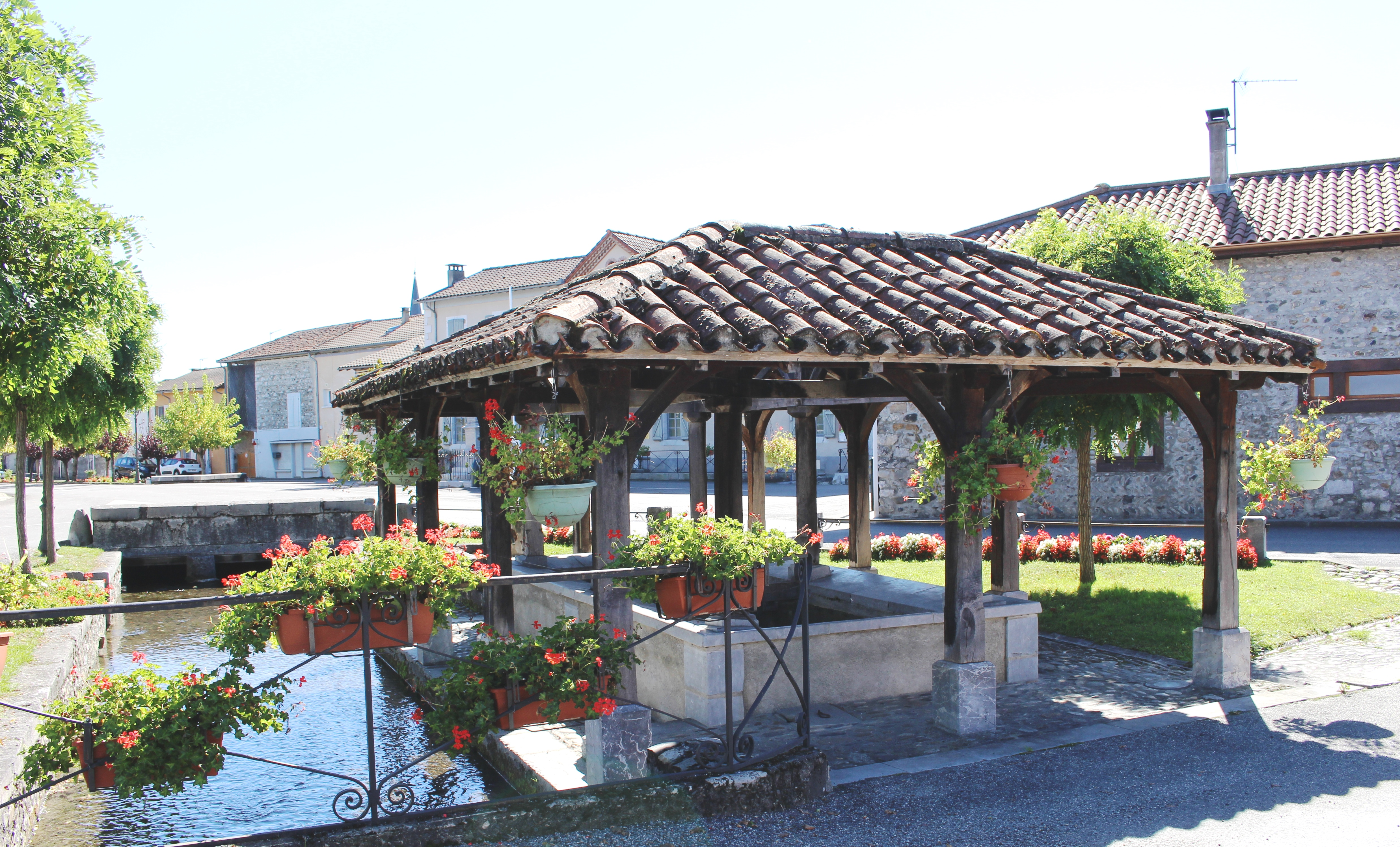
Lavoir de Mazères-de-Neste
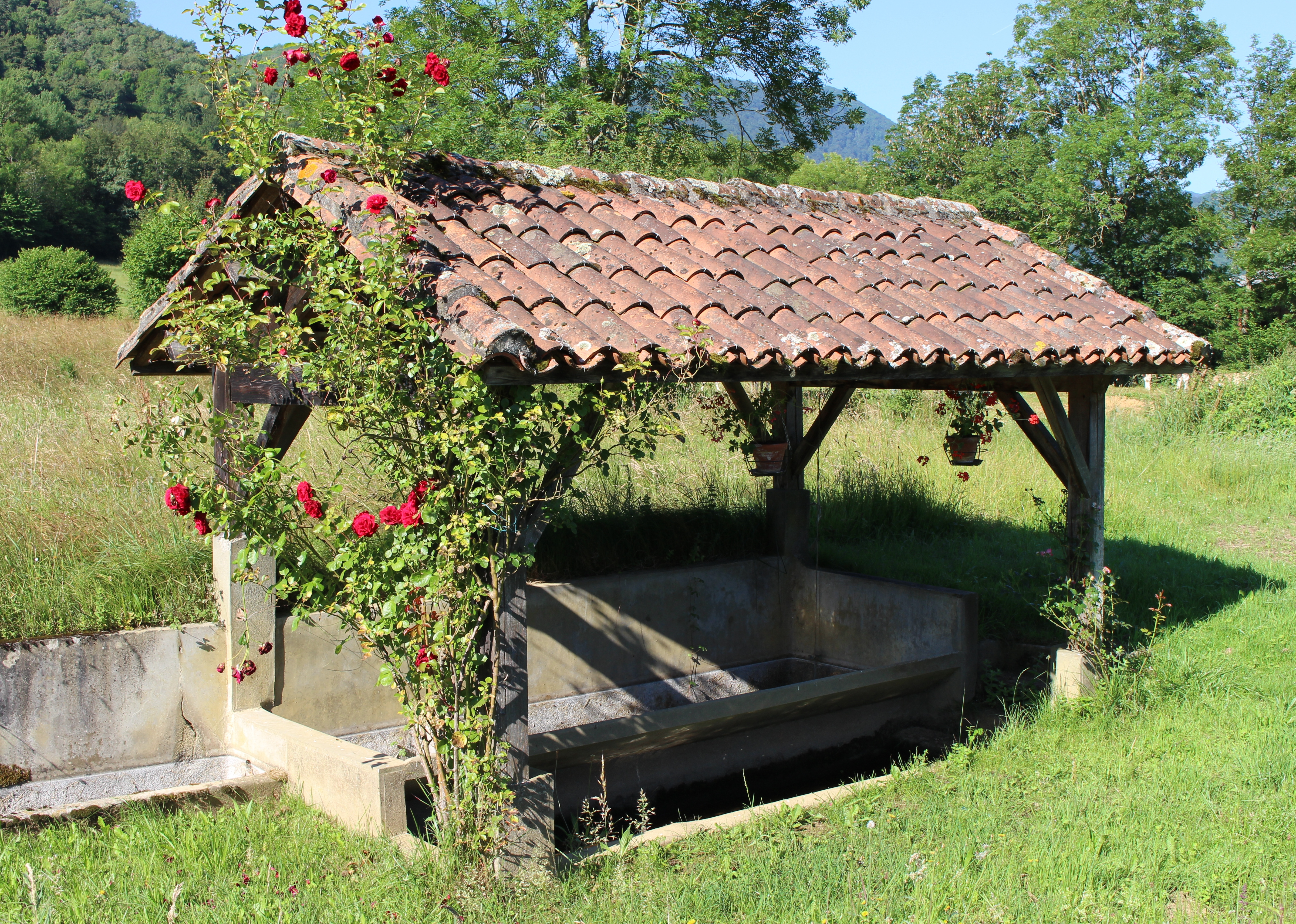
Lavoir de Bize

### Voies de communication et transports
Par la France : depuis Bordeaux, par l'A65 puis Pau-Tarbes-Lannemezan puis la RD 929 jusqu'à La Barthe-de-Neste ; depuis Toulouse, A64 jusqu'à Montréjeau puis la 938 jusqu'à La Barthe-de-Neste.

### Communes

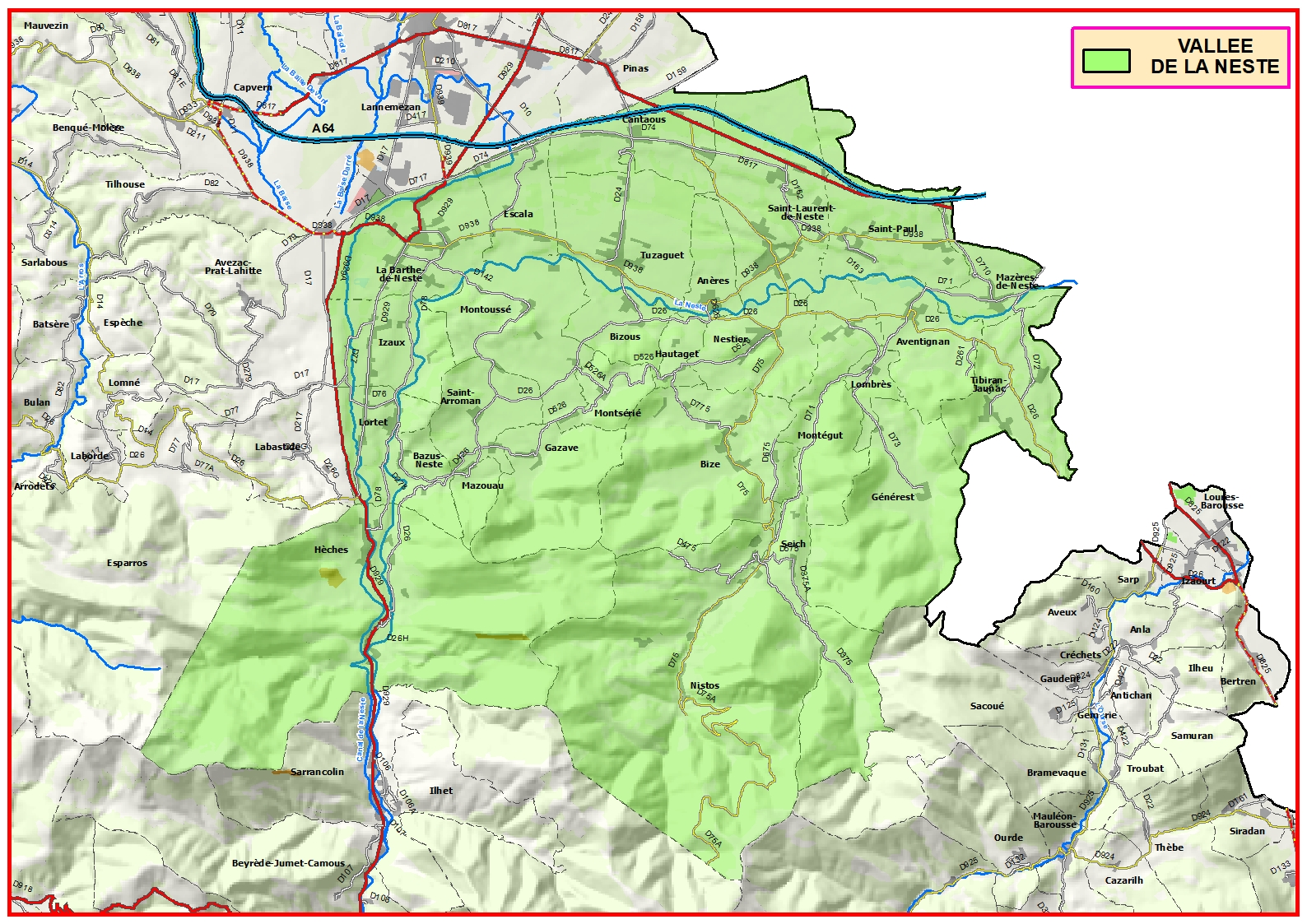
Vallée de la Neste.

Liste des 28 communes de la vallée :
| Commune                | Population (2020) | Superficie (km²) | Altitude (mini) | Altitude (maxi) | Illustration |
| ---------------------- | ----------------- | ---------------- | --------------- | --------------- | ------------ |
| Anères                 | 168               | 2,66             | 464             | 536             |              |
| Aventignan             | 207               | 5,22             | 434             | 783             |              |
| Bazus-Neste            | 46                | 2,49             | 556             | 1 138           |              |
| Bize                   | 208               | 12,96            | 495             | 1 124           |              |
| Bizous                 | 128               | 3,18             | 479             | 668             |              |
| Cantaous               | 433               | 5,68             | 523             | 611             |              |
| Escala                 | 351               | 3,88             | 506             | 627             |              |
| Gazave                 | 70                | 9,9              | 517             | 1 211           |              |
| Générest               | 93                | 11,83            | 480             | 1 247           |              |
| Hautaget               | 60                | 1,35             | 481             | 630             |              |
| Hèches                 | 589               | 35,44            | 564             | 1 903           |              |
| Izaux                  | 210               | 5,33             | 526             | 809             |              |
| La Barthe-de-Neste     | 1 245             | 7,62             | 516             | 658             |              |
| Lombrès                | 90                | 1,42             | 454             | 600             |              |
| Lortet                 | 210               | 3,63             | 545             | 809             |              |
| Mazères-de-Neste       | 346               | 3,36             | 419             | 546             |              |
| Mazouau                | 14                | 1,4              | 540             | 1 211           |              |
| Montégut               | 128               | 6,94             | 447             | 907             |              |
| Montoussé              | 248               | 7,88             | 496             | 688             |              |
| Montsérié              | 73                | 2,25             | 502             | 762             |              |
| Nestier                | 203               | 4,94             | 458             | 604             |              |
| Nistos                 | 210               | 32,59            | 520             | 1 853           |              |
| Saint-Arroman          | 98                | 4,25             | 526             | 809             |              |
| Saint-Laurent-de-Neste | 960               | 10,41            | 456             | 585             |              |
| Saint-Paul             | 322               | 6,85             | 439             | 567             |              |
| Seich                  | 88                | 7,17             | 512             | 1 493           |              |
| Tibiran-Jaunac         | 330               | 6,38             | 415             | 783             |              |
| Tuzaguet               | 425               | 7,72             | 480             | 574             |              |
| Total                  | 7 588             | 214,73           |                 |                 |              |

## Protection environnementale
Une partie de la vallée fait partie d'une zone naturelle protégée, classée ZNIEFF de type 1 et de type 2,,

### Tourisme
Le tourisme est développé autour des stations de ski et des activités d'été : randonnée, escalade, vol libre en parapente et deltaplane, sports aquatiques, cyclisme, etc.

Images des châteaux
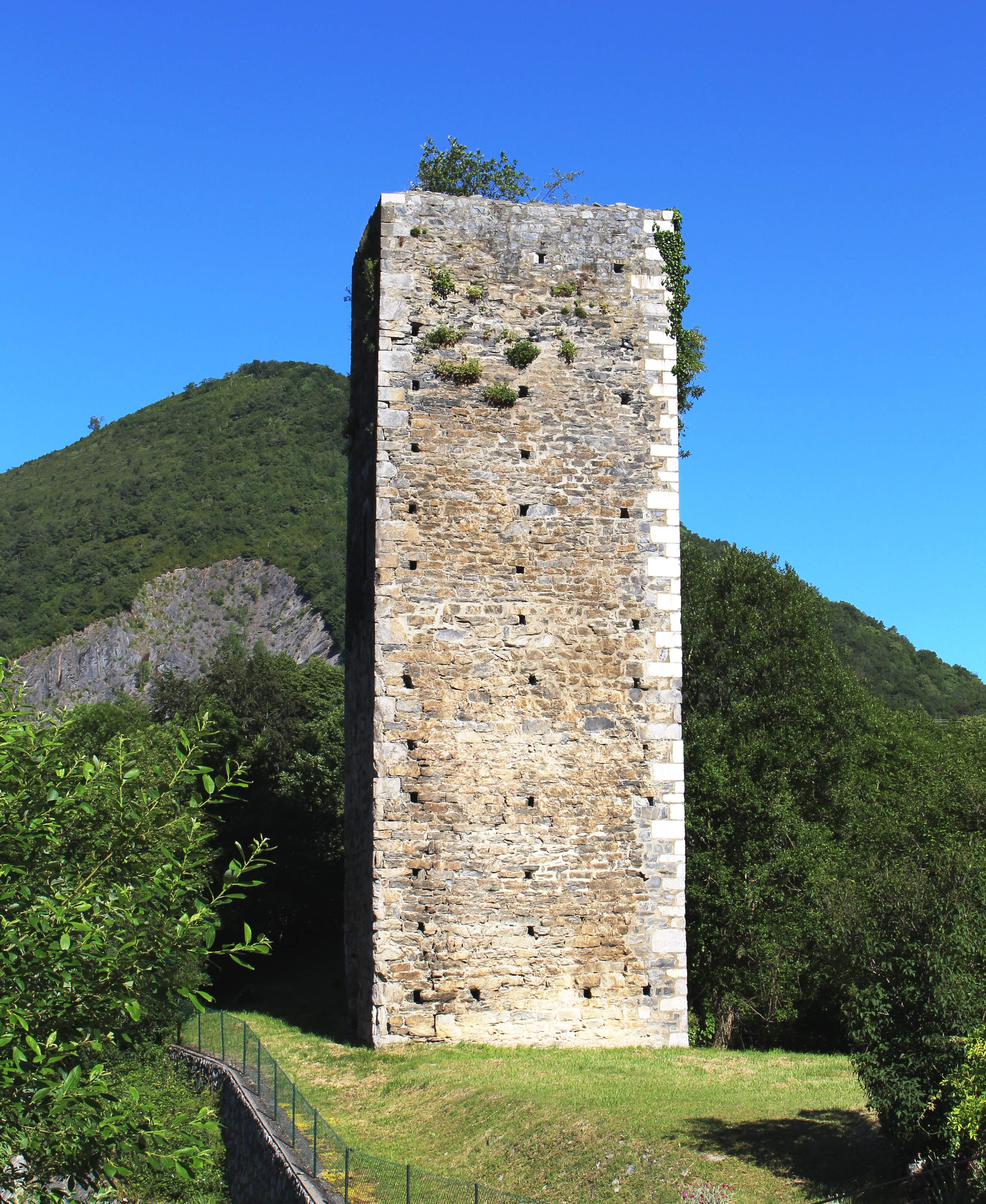
Château de Hèchettes
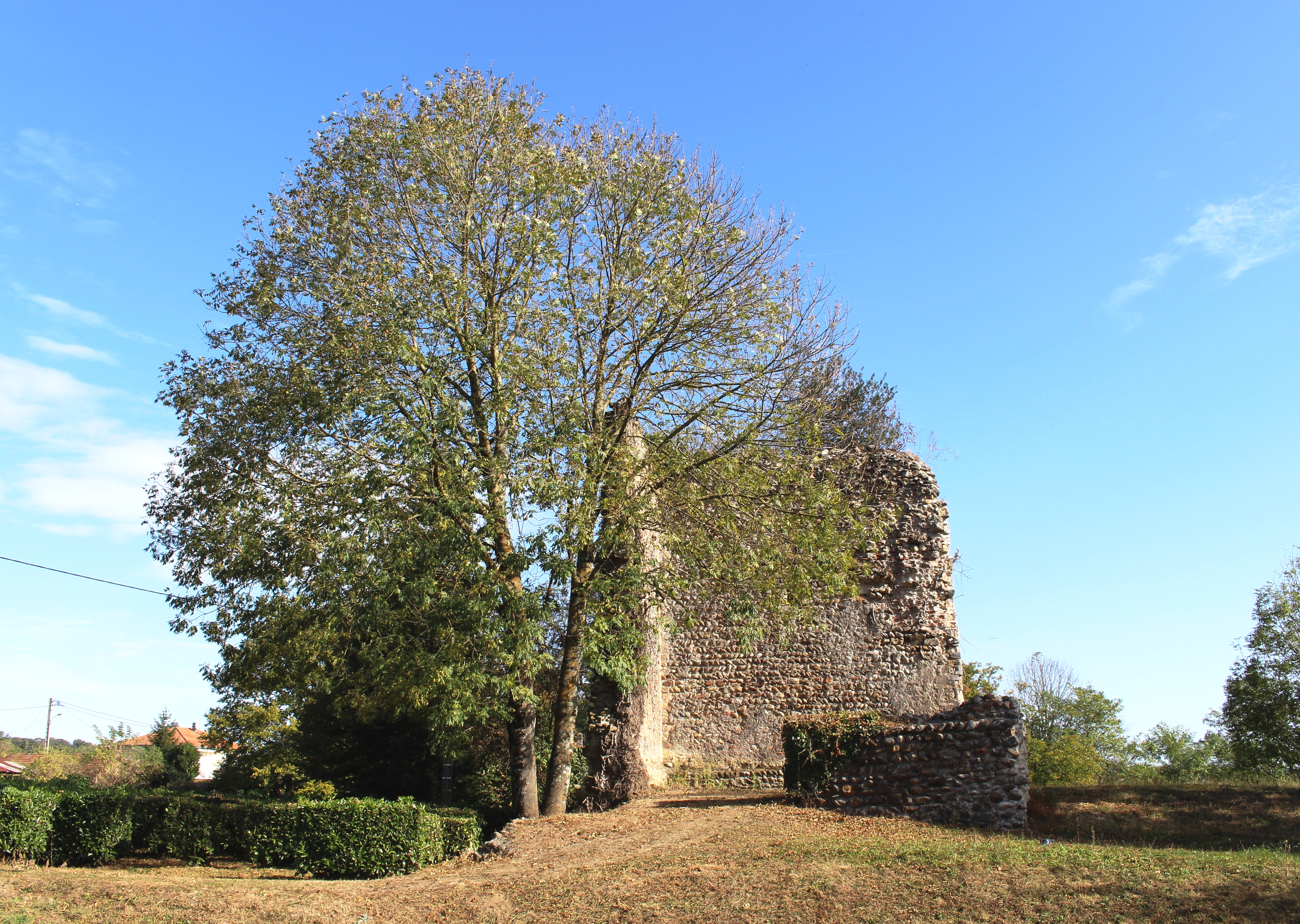
Château de La Barthe
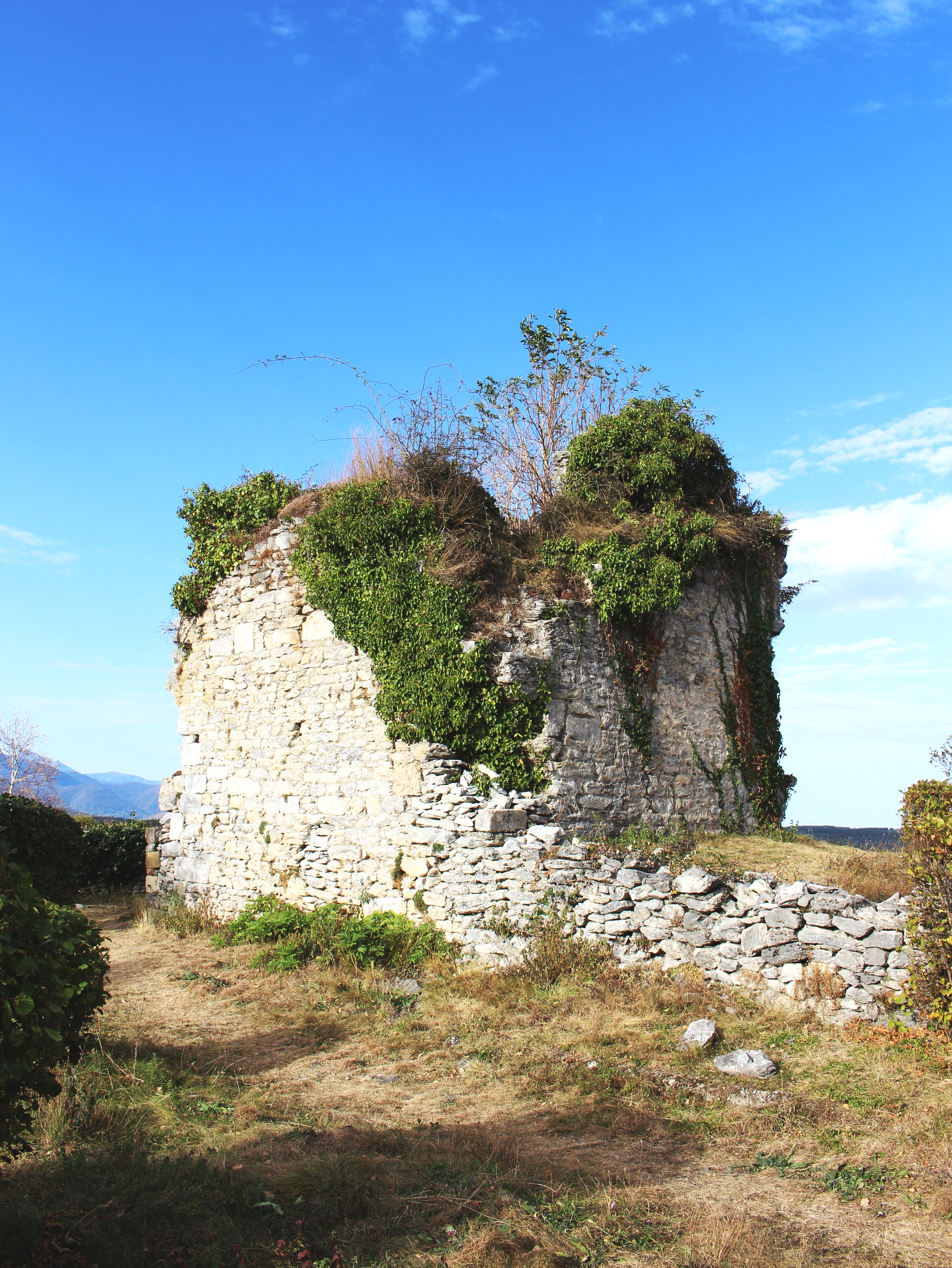
Château de Montoussé

#### Patrimoine
La vallée de la Neste possède un important patrimoine architectural d'églises romanes rurales, dont beaucoup sont ornées de peintures murales remarquables.

Images des églises
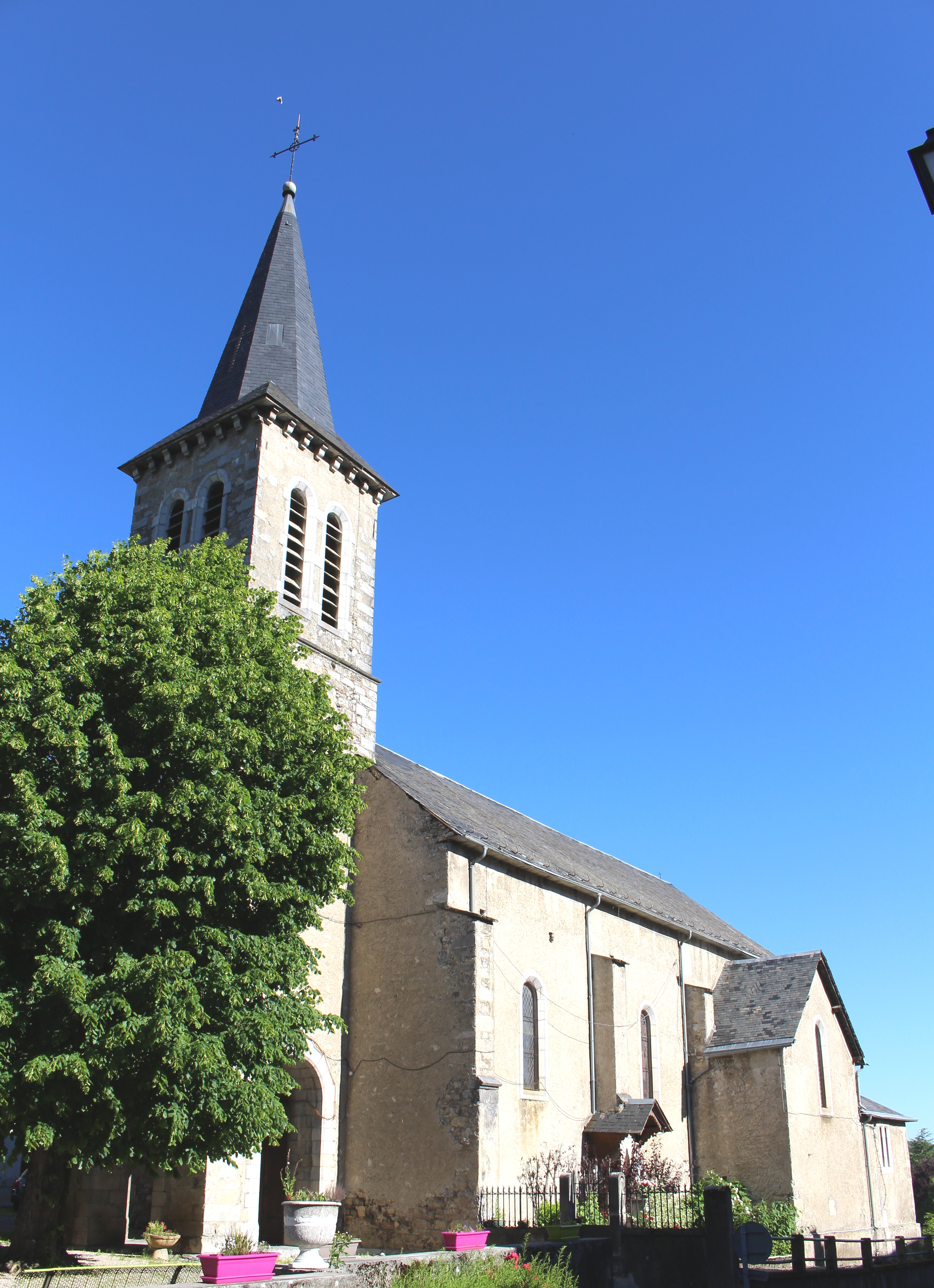
Église Saint-Pierre de Hèches
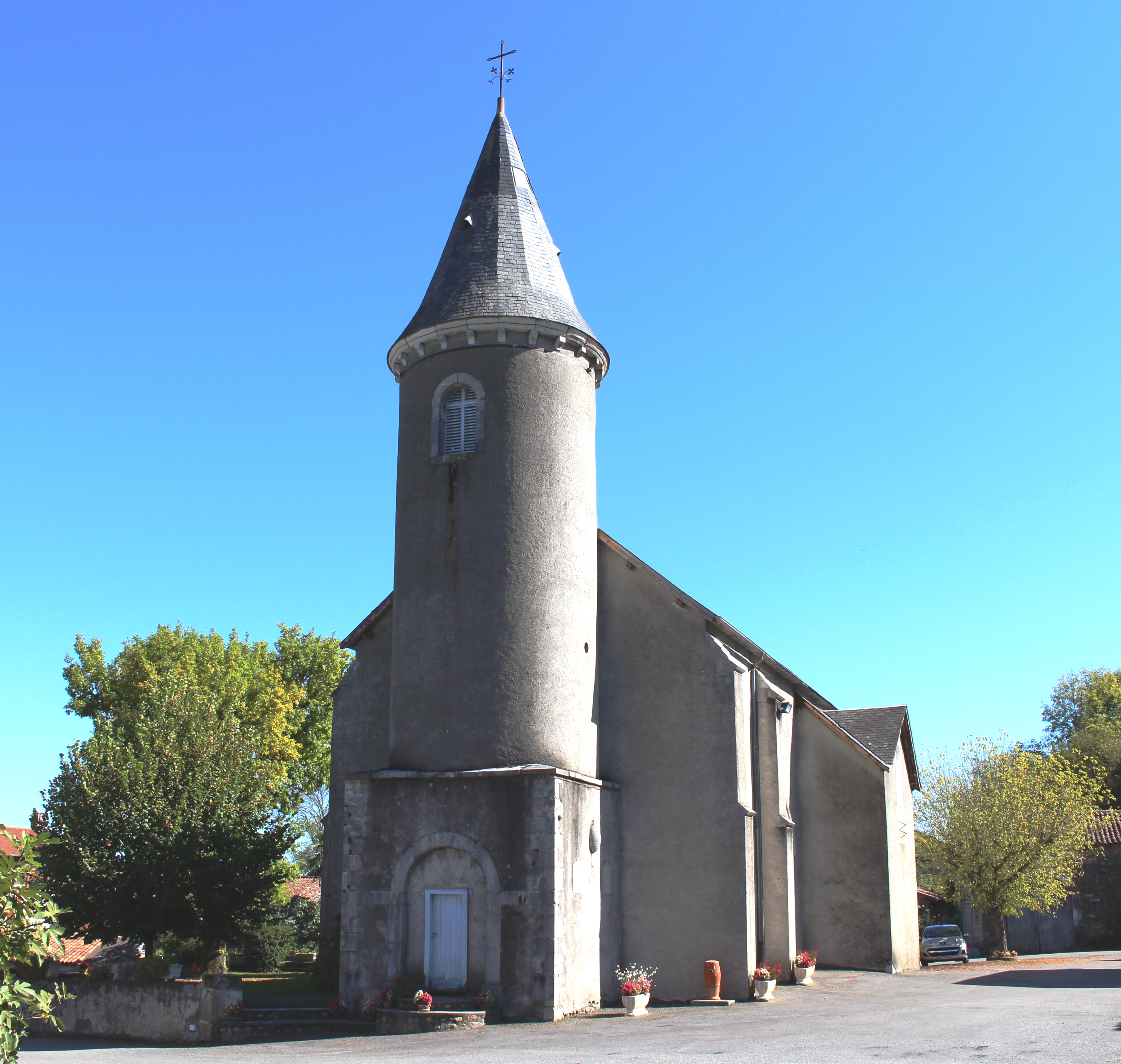
Église Saint-André de Montégut
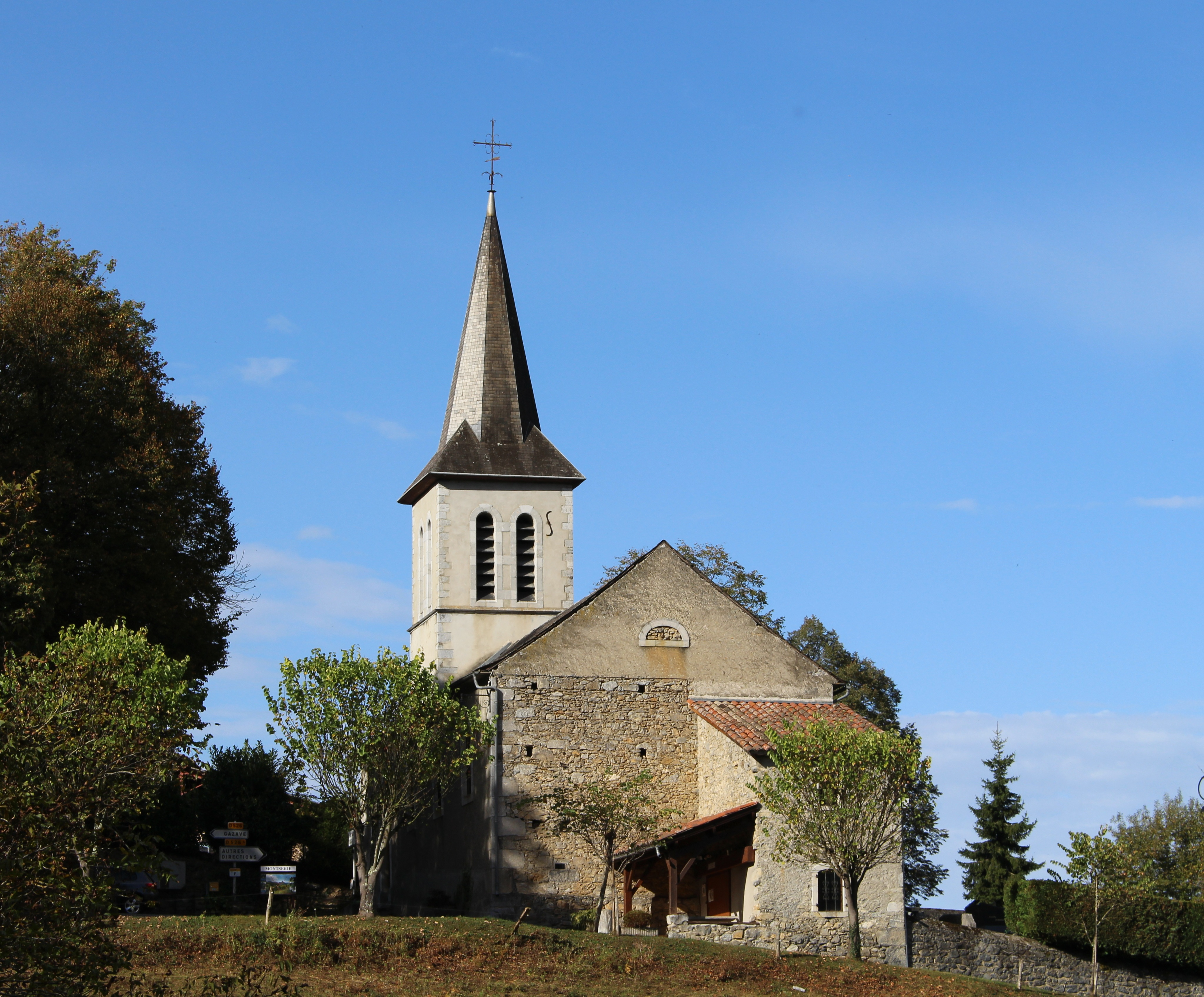
Église Saint-Pierre-et-Saint-Paul de Montsérié
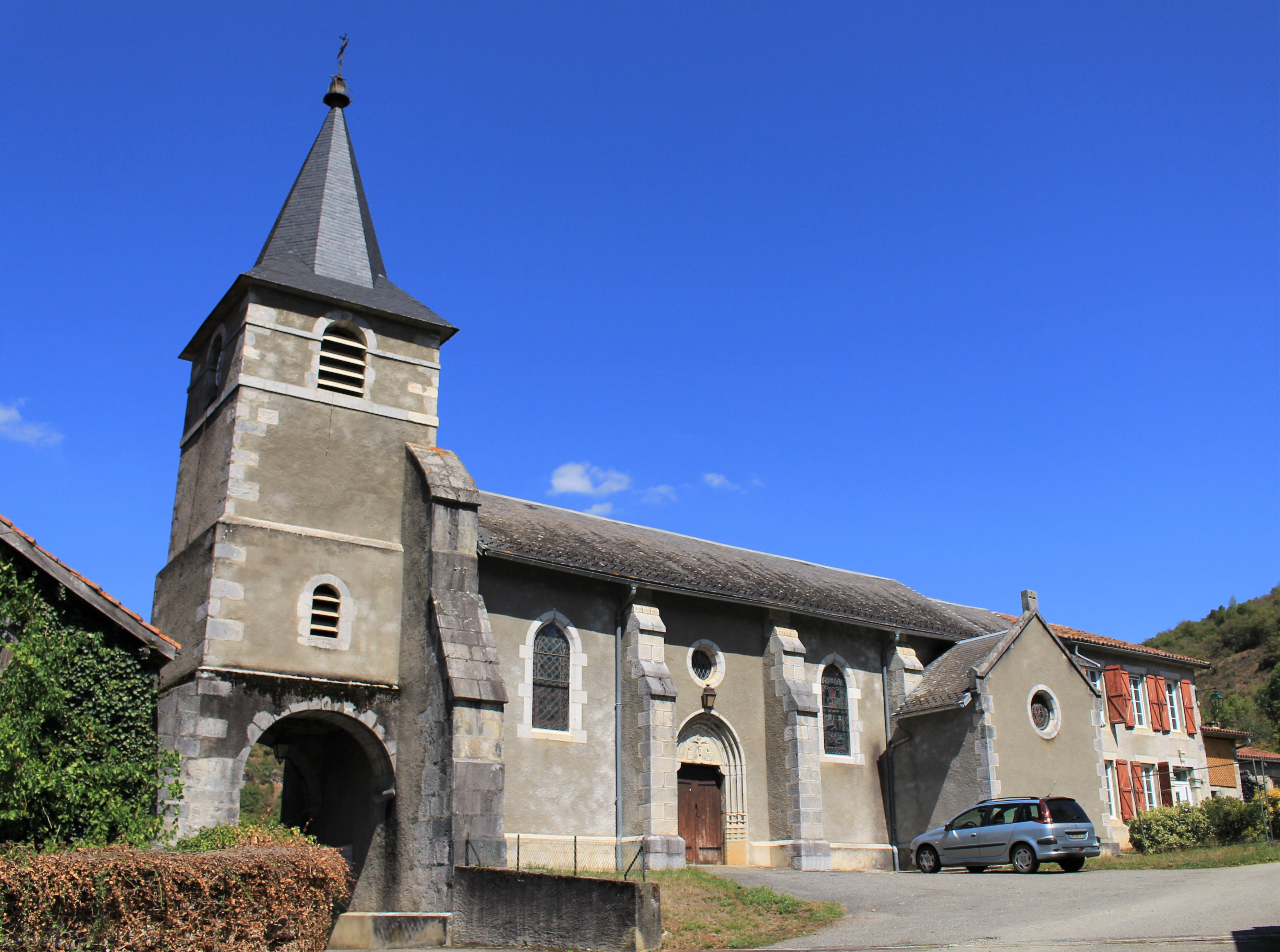
Église Saint-Étienne de Générest
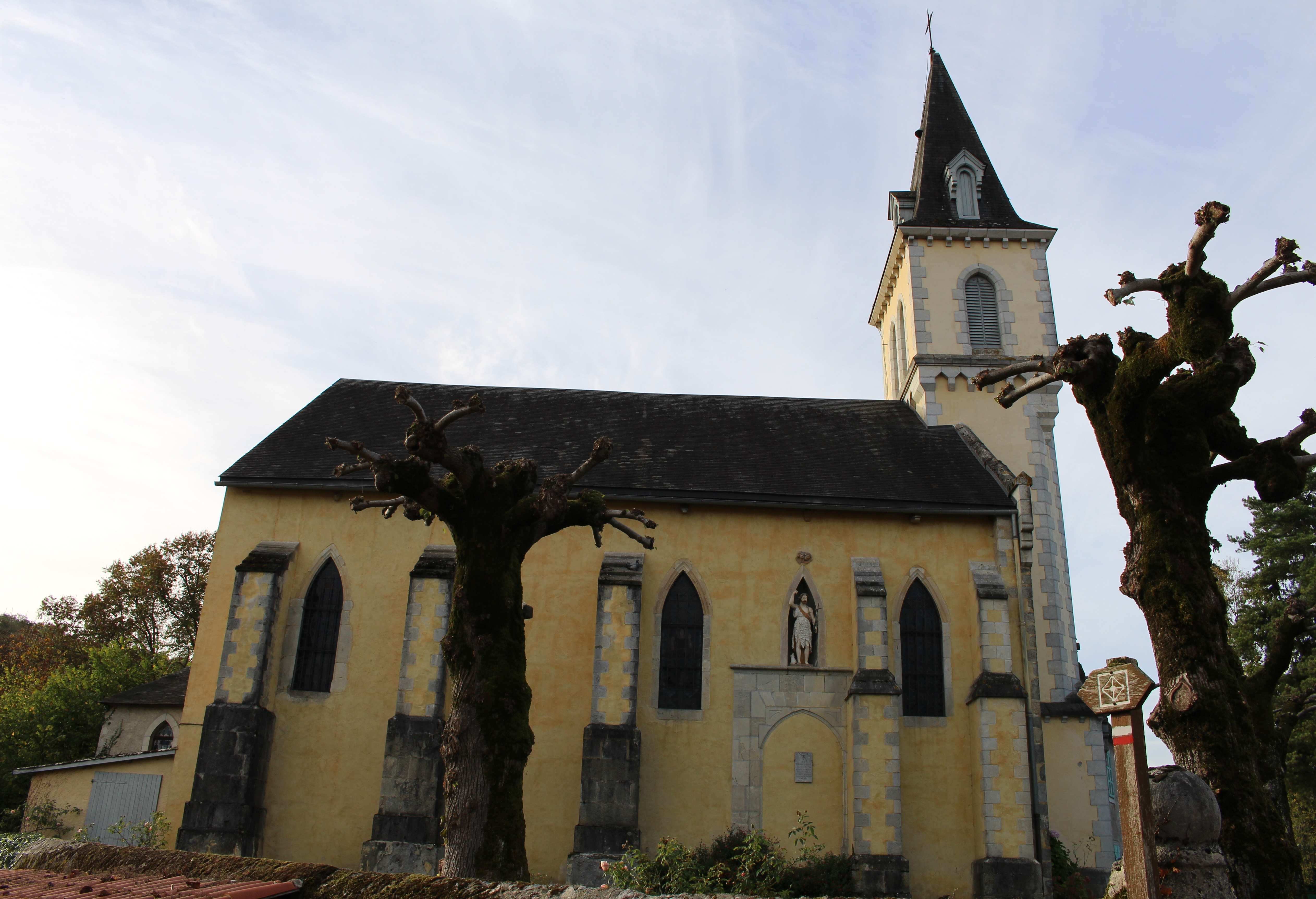
Église Saint-Jean-Baptiste de Nestier
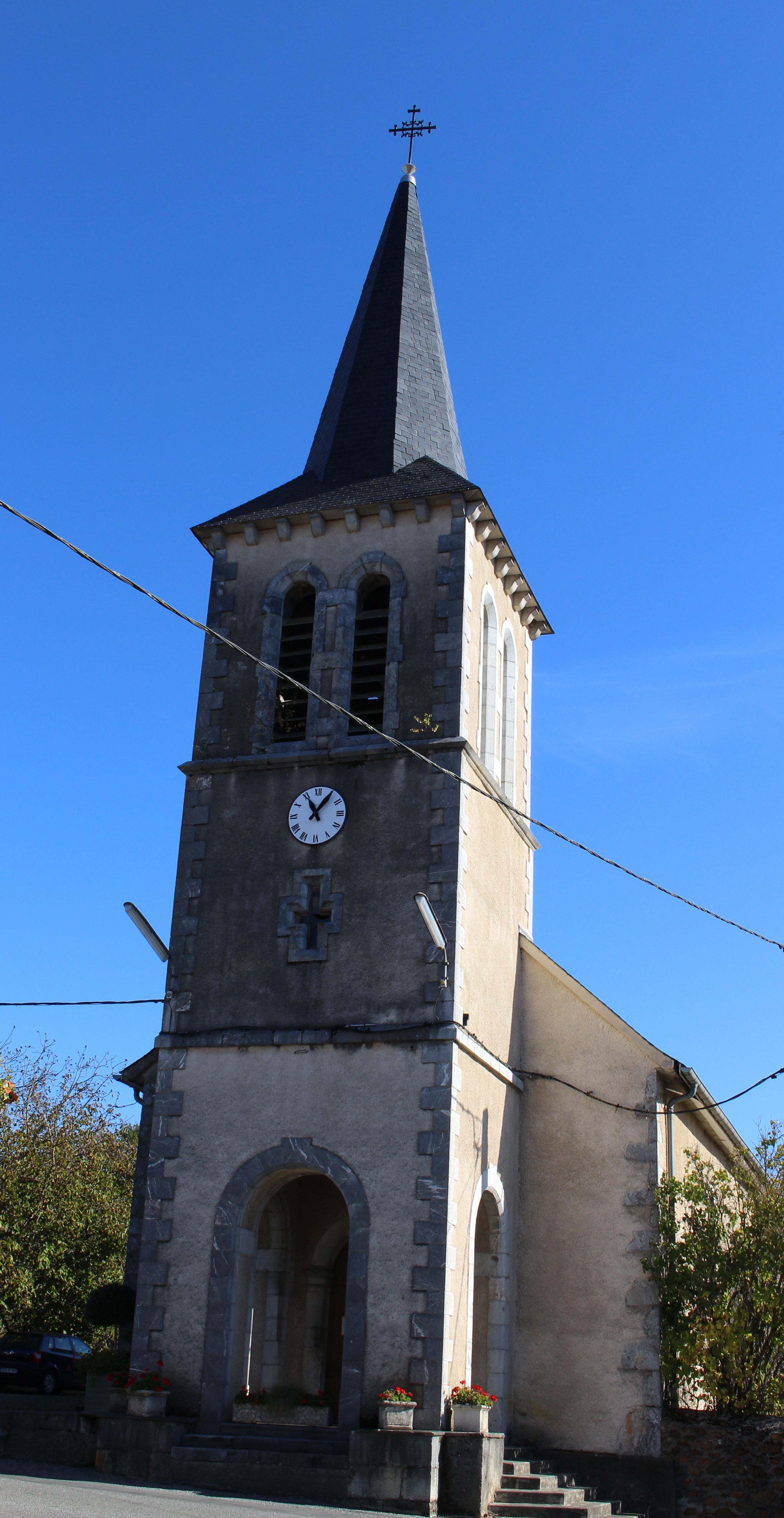
Église Saint-Cœur-de-Marie de Saint-Laurent-de-Neste

#### Stations de ski
- Nistos (station de sports d'hiver) station de ski de fond